# Fly me to the sky
「fly me to the sky」（フライ ミー トゥー ザ スカイ）は、音楽ユニット・angelaの4作目のシングル。2004年5月26日にスターチャイルドから発売された。

## 概要
- 前回シングル「merry-go-round」から約5ヶ月ぶりのリリース。
- 初回盤には、カップリングの「Proof」が収録されていない。
- 通常版のジャケットには『蒼穹のファフナー』の真壁一騎と皆城総士が、初回盤のジャケットには上の2人に加え、ファフナー・マークエルフがプリントされている。

## 収録曲
CD＋DVD (KICM-93069)
| #  | タイトル                               | 作詞   | 作曲          | 編曲  | 時間 |
| -- | -------------------------------------- | ------ | ------------- | ----- | ---- |
| 1. | 「fly me to the sky」                  | atsuko | atsuko・KATSU | KATSU | 4:24 |
| 2. | 「fly me to the sky (Off Vocal Ver.)」 | atsuko | atsuko・KATSU | KATSU | 4:24 |

CDのみ (KICM-3069)
| #  | タイトル                               | 作詞   | 作曲          | 編曲  | 時間 |
| -- | -------------------------------------- | ------ | ------------- | ----- | ---- |
| 1. | 「fly me to the sky」                  | atsuko | atsuko・KATSU | KATSU | 4:24 |
| 2. | 「Proof」                              | atsuko | atsuko・KATSU |       | 5:09 |
| 3. | 「fly me to the sky (Off Vocal Ver.)」 | atsuko | atsuko・KATSU | KATSU | 4:24 |
| 4. | 「Proof (Off Vocal Ver.)」             | atsuko | atsuko・KATSU | KATSU | 5:09 |

## 楽曲解説
1. fly me to the sky
テレビ東京系列『蒼穹のファフナー』イメージソング
  - 蒼穹のファフナー放送前に先駆けて発表された楽曲。「蒼穹のファフナーは、大勢の登場人物が命を落とすシリアスなストーリーだけれども、放送前にそれを全面に押し出したくないので、『王道ロボットアニメ』の主題歌のような明るい曲を作ってください」というオーダーから作られた[1]。
2. Proof
テレビ東京系列『蒼穹のファフナー』第15話エンディング

## 収録アルバム
- 「fly me to the sky」
  - オリジナルアルバム『PRHYTHM』（#12）（2006年3月15日）
  - ベスト・アルバム『TREASURE BOX』（#6）（2007年12月12日）
- 「Proof」
  - ベスト・アルバム『TREASURE BOX』（#7）（2007年12月12日）